# P.O.D.
P.O.D. (siglas de Payable On Death), es un grupo estadounidense de rapcore y nu metal (aunque ellos se identifican como una banda de punk, rock y reggae) de ascendencia mexicana fundado en 1992. Las iniciales P.O.D. significan Pagable al morir (basado en las creencias cristianas del grupo). Está compuesta por Sonny Sandoval, Wuv Bernardo, Traa Daniels y Marcos Curiel.

## Historia
Directamente desde San Diego, California, P.O.D. trajo una fresca mezcla de metal duro, rap, metal, ritmo latino y reggae, y sus creencias religiosas a la escena del metal después de formarse en 1991. 
El guitarrista Marcos Curiel y el baterista Noah "Wuv" Bernardo formaron la banda, reclutando al primo rapero de Wuv, Sonny Sandoval. El año siguiente la adición de Traa Daniels de Cleveland, Ohio hizo que la banda estuviese completa. 
Después de tener todo listo, empezaron a tocar en cualquier parte que los contratara de los cafés a los auditorios. Inicialmente P.O.D. fue estrictamente una sensación subterránea, vendiendo tres EP caseros en su propio sello, distribuidos por Tooth and Nail y Rescue Records -- Snuff the Punk y Brown, ahora propiedad de flyingleaprecords.net. 
Para 1998, con la banda vendiendo más de 40.000 copias de sus lanzamientos hechos por ellos mismos, los sellos importantes empezaron a tomarlos en cuenta y Atlantic finalmente contrató a la banda. 
Después de un lanzamiento independiente final, The Warriors EP en 1998, P.O.D. dio el salto a las ligas mayores con The Fundamental Elements of Southtown, un título de homenaje a sus compañeros de San Diego. El álbum, producido por Howard Benson, creó verdadero revuelo con lo que P.O.D. logró varios premios en los Premios Musicales de San Diego 1999. 
El resto del mundo también estaba sintiéndolo. El álbum llegó a ser platino con ventas de 1 millón de copias y la banda logró un espacio en la muy influyente gira OzzFest. También ganó exposición en cines, con "School Of Hard Knocks" incluida en la banda sonora de la película Little Nicky de Adam Sandler. 
En el 2000 la banda participa en el festival de Ozzy Osbourne "Ozzfest"
Todos eso, sin embargo, era sólo un comienzo de las cosas por venir. Su segundo álbum en un sello grande, Satellite, lanzado el fatídico 11 de septiembre de 2001, puso a la banda en órbita estelar gracias al himno metalero "Alive". La canción logró volverse un impacto Top 10 en las estaciones de radio de la corriente principal y de metal moderno. 
Una pista siguiente, "Boom" no funcionó tan bien, pero "Youth of the Nation" marcó el segundo impacto en las listas más importantes del mundo, y la letra de la canción incluso ingresó al Salón de la Fama del metal, además de recibir una nominación al Grammy en la categoría Mejor interpretación de hard rock.
El autor de la Enciclopedia de la Música Cristiana Contemporánea ha descrito a la banda como "Una de las mayores éxitos históricos en la reciente música cristiana."
Extrañamente, hubo poca celebración en el campamento de P.O.D. Luego de un tiempo de vacaciones en febrero de 2003 la banda anunció que Marcos se había separado amistosamente de la banda para seguir su propia visión musical.
Con Satellite alcanzando ventas de más de 6 millones de copias y recibiendo el triple platino en los Estados Unidos, la banda reclutó al nuevo guitarrista Jason Truby como reemplazo y grabó una pista para la banda sonora de The Matrix Reloaded, "Sleeping Awake." 
En 2006 el luchador de la WWE, Rey Mysterio usa como tema de entrada la canción de P.O.D. Booyaka 619
La banda resurgió con un nuevo álbum, Payable on Death a finales de 2003 y tempranamente cosechó éxitos como ser certificado Oro por la RIAA a sólo 4 semanas de salir a la venta y obtener el #1 en TRL de MTV con el vídeo para "Will You" en su semana de estreno. Luego con la siguiente pista "Change The World" salió un vídeo grabado en diferentes lugares mostrando unión entre diferentes culturas del mundo, excepto porque el sello nunca lo envió a MTV y no hizo mucho por este disco por renovación dentro de la empresa con todo esto Payable On Death solo logró vender 1.000.000 copias.
El 15 de noviembre del 2005 los metaleros sacaron su segundo "Warriors EP" un mini disco con 7 canciones entre ellas demos y canciones nuevas. En 11 de noviembre se embarcaron en La gira nacional “Fall Brawl”, que también incluye a Taproot obtiendo regulares resultados del público.
Para el año 2006, afirmando sus raíces cristianas evangélicas y católicas (atrayendo un poco más al público cristiano) saca el álbum Testify en el cual hay 2 canciones que colabora Matisyahu. Su sencillo principal fue "Goodbye for Now" en el que cuenta con los coros de Kate Hudson (mayormente conocida como Katy Perry).
El 21 de noviembre de 2006 lanzaron el disco de recopilación de todos sus años en el sello Atlantic Records, llamado "Greatest Hits: The Atlantic Years". Donde, además de poner temas ya conocidos, sacan un nuevo tema llamado "Going In Blind".
El 20 de diciembre anunciaron el regreso de Marcos Curiel al grupo que fue anunciado por su sitio. Jason Truby se despidió del grupo para buscar a su familia. En el 2007 se habló de un nuevo y muy esperado lanzamiento de su nuevo álbum, sin embargo salió a la venta hasta el 8 de abril de 2008 con el título "When Angels and Serpents dance".
En mayo de 2011, P.O.D. encabezó la primera Jam Fest anual de primavera. Aparecieron en la Roca de la gira de Lealtad durante el verano de 2011. El 25 de julio de 2011, POD nueva canción lanzada "On Fire" como descarga gratuita en su sitio web oficial.
El 6 de octubre de 2011, P.O.D. anunció un nuevo acuerdo multi-álbum artista con Razor & Tie. El 5 de abril de 2012, la banda publicó un artículo en su sitio web que permite a los aficionados a descargar y escuchar la pista "Eyez". También anunció en su página web que "Lost in Forever" será el primer sencillo del nuevo álbum, titulado Murdered Love.
Murdered Love fue lanzado el 10 de julio de 2012. El álbum, producido nuevamente por su recurrente colaborador Howard Benson y grabado entre diciembre de 2010 y enero de 2012 fue descrita por Curiel que establecer la banda "volver a nuestras raíces. Un poco de hip hop, un poco de punk rock o reggae".
A mediados de 2014, anunciaron la grabación de un álbum acústico que se publicará a finales de año financiado a través del sitio web PledgeMusic. El 20 de octubre de 2014, anunciaron un nuevo contrato con T-Boy Records junto con un nuevo álbum acústico, SoCal Sessions fue lanzado el 17 de noviembre de 2014 el cual contiene versiones acústicas de sus éxitos como "Alive" y "Youth of the Nation".
El 21 de agosto de 2015, publicó su noveno álbum de estudio titulado The Awakening, nuevamente bajo la producción de Benson, cuyo primer sencillo es "This Goes Out to You". Además el álbum cuenta con la colaboración de Maria Brink de In This Moment y Lou Koller de Sick Of It All.
En 2017, lanzan un tema llamado "Soundboy Killa", con el que anuncian su décimo proyecto discográfico "Circles", con fecha de salida 16 de noviembre de 2018.
La banda se embarcó en su gira Satellite 20th Anniversary con From Ashes to New y All Good Things en 2021, comenzando en Sturgis, Dakota del Sur en Buffalo Chip el 14 de agosto de 2021 y finalizando el 7 de octubre de 2021 en House of Blues en San Diego, California. Durante la etapa europea de la gira, el baterista Wuv Bernardo se retiró para ocuparse de los negocios en casa y desde entonces no ha estado de gira ni aparecido en público con la banda. Para cubrir su ausencia, la banda reclutó al ex baterista de Suicide Silence, Alex López, como miembro de gira para giras posteriores.
La banda anunció que lanzaran Veritas, su primer álbum de estudio en seis años, el 3 de mayo de 2024. En una transmisión en redes sociales, Marcos Curiel confirmó que Bernardo ya no es miembro de P.O.D., pero no explicó el motivo.

## Estilo e influencias
El nombre de la banda, Payable On Death (POD), deriva del término en sí bancario "Pagable al Morir". La banda eligió este nombre para ser un vínculo directo con la teología cristiana que explica que desde que Jesús murió en la cruz, las deudas de los cristianos a Dios han sido pagados. El estilo de POD ha evolucionado a lo largo de los años, desde el sonido rap metal en sus primeros discos, con el Nu/Alt.Metal con elementos del reggae por los que son más conocidos en estos momentos. El séptimo álbum de la banda," When Angels & Serpents Dance", es una combinación de rock alternativo, reggae, rock latino con influencias de metal, con casi ningún sonido de  nu-metal/rapcore de sus Álbumes anteriores. Las influencias de POD incluyen Santana, Bad Brains, Bob Marley, Metallica, U2, Pantera, Rage Against the Machine, Beastie Boys, Black Flag, Faith No More, The Police, Jane Addiction, Living Colour, Red Hot Chili Peppers,  y Suicidal Tendencies.

## Discografía
Álbumes de estudio
- 1994: Snuff the Punk
- 1996: Brown
- 1999: The Fundamental Elements of Southtown
- 2001: Satellite
- 2003: Payable on Death
- 2006: Testify
- 2008: When Angels & Serpents Dance
- 2012: Murdered Love
- 2015: The Awakening
- 2018: Circles
- 2024: Veritas

Álbum acústico
- 2014: SoCal Sessions